# Molère
Molère (gaskognisch Molèra) ist eine Ortschaft in der französischen Gemeinde Benqué-Molère und eine ehemalige Gemeinde mit zuletzt 36 Einwohnern (Stand 1. Januar 2014) im Département Hautes-Pyrénées in der Region Okzitanien (vor 2016 Midi-Pyrénées). Die Einwohner werden Molérois genannt.

## Lage
Molère liegt etwa zehn Kilometer westlich von Lannemezan.

## Geschichte
Am 1. Januar 2017 wurden die Gemeinde Molère mit der Nachbargemeinde Benqué zur Gemeinde Benqué-Molère zusammengelegt. Die gehörte zum Arrondissement Bagnères-de-Bigorre und zum Kanton La Vallée de l’Arros et des Baïses.

## Bevölkerungsentwicklung
| Jahr                       | 1962 | 1968 | 1975 | 1982 | 1990 | 1999 | 2006 | 2013 |
| Einwohner                  | 25   | 28   | 22   | 15   | 26   | 30   | 35   | 37   |
| Quellen: Cassini und INSEE |      |      |      |      |      |      |      |      |

## Sehenswürdigkeiten

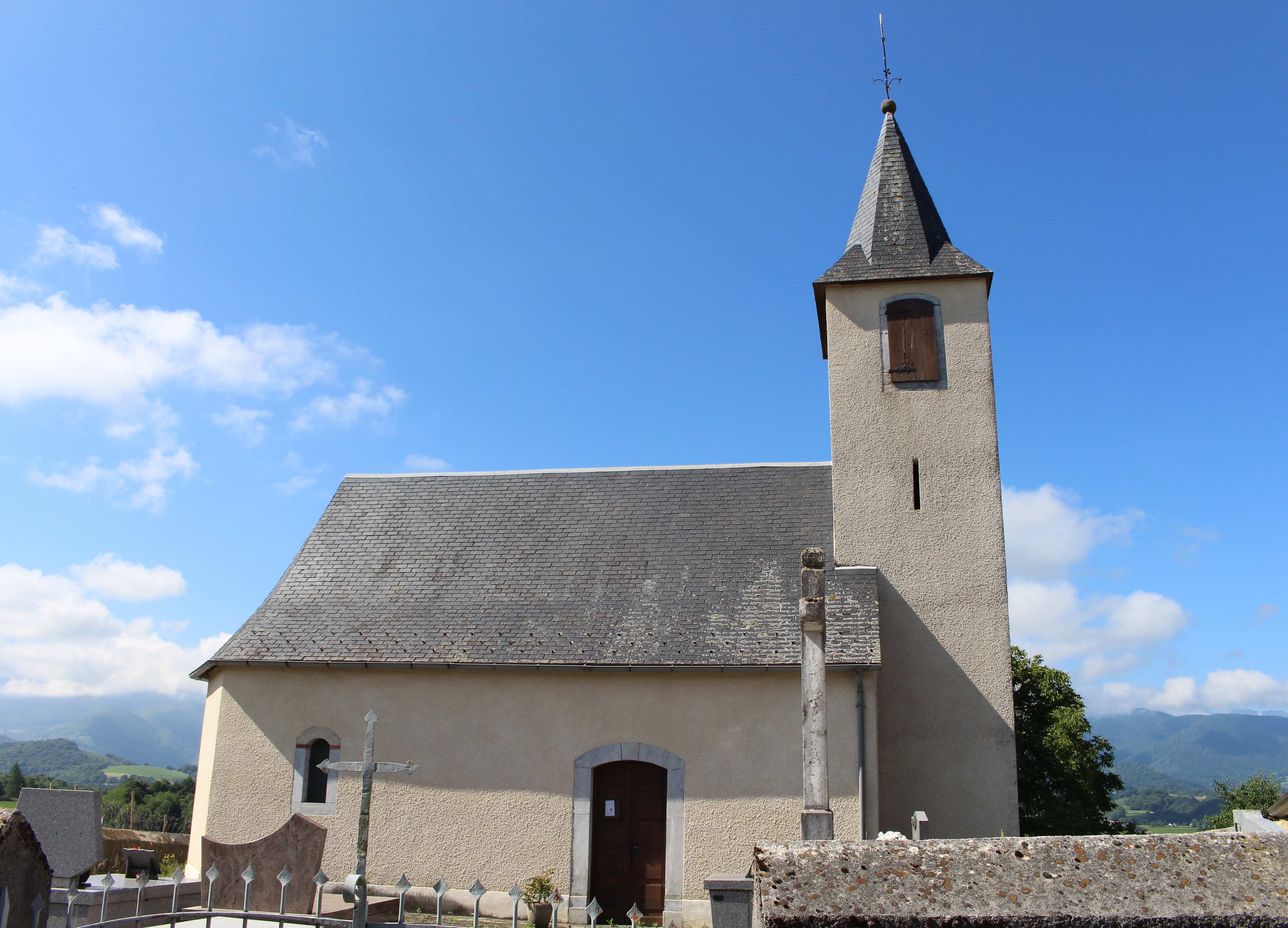
Kirche Sainte-Barbe

- Kirche Sainte-Barbe